# Chuột hamster
Chuột hamster, còn được gọi là chuột đuôi cụt hoặc chuột đất vàng, là một loài động vật gặm nhấm thuộc phân họ Cricetinae. Nó bao gồm khoảng 25 loài thuộc 6 hoặc 7 chi khác nhau. Chuột hamster được nuôi để sử dụng trong nghiên cứu khoa học và cũng trở thành một loài vật nuôi phổ biến cho những người yêu thích động vật nhỏ.
Chuột hamster được phát hiện gần Syria vào năm 1829. Loài này có khả năng đào hang để săn bắt côn trùng. Một đặc điểm đặc biệt của chuột hamster là có đôi túi má dài kéo dài đến vai, chúng sử dụng để mang thức ăn về tổ, hang của chúng. Chuột hamster có thể thay đổi hành vi dựa vào tác động môi trường, yếu tố di truyền và đã tương tác gần gũi với con người.
Chuột hamster có thói quen hoạt động vào buổi hoàng hôn hơn là buổi đêm và trong tự nhiên, chúng ẩn mình dưới lòng đất vào ban ngày để tránh bị kẻ săn mồi tấn công. Chúng chủ yếu ăn hạt, trái cây và thực vật, và đôi khi cũng ăn côn trùng sống trong lòng đất. Về mặt hình thể, chúng có thân hình cường tráng và được phân biệt bởi túi má dài kéo dài đến vai, chúng dùng để mang thức ăn trở lại hang, cũng như đuôi ngắn và chân được che phủ bởi lông.

## Nguyên gốc
Tên "hamster" là một từ mượn từ tiếng Đức, xuất phát từ tiếng Đức Trung Cổ hamastra. Có thể có liên quan đến Tiếng Slav Giáo hội cổ khomestoru, một từ ghép của gốc từ tiếng tiếng Nga khomyak (chuột hamster) và một từ Baltic (tương tự tiếng Litva staras có nghĩa là chuột hamster); hoặc có nguồn gốc từ tiếng Ba Tư (tương tự Av hamaēstar có nghĩa là kẻ áp bức). Danh từ tập hợp chỉ một nhóm chuột hamster được gọi là "đám". Trong tiếng Đức, động từ "hamstern" xuất phát từ "Hamster". Nó có nghĩa là "tích trữ".

## Lịch sử
Mặc dù chuột hamster Syria hay chuột hamster vàng (Mesocricetus auratus) đã được nhà khoa học George Robert Waterhouse mô tả khoa học vào năm 1839, nhưng cho đến năm 1939, các nhà nghiên cứu mới thành công trong việc nuôi và thuần hóa chuột hamster. Chuột hamster Syria hiện nay trong phòng thí nghiệm và như thú cưng đều có nguồn gốc từ một cặp anh chị em ruột duy nhất. Hai con chuột ruột này đã được bắt và nhập khẩu từ Aleppo, Syria vào năm 1930 bởi nhà động vật học Israel Aharoni, người làm việc tại Đại học Hebrew Jerusalem. Tại Jerusalem, chuột hamster đã phát triển thành công. Vài năm sau đó, các con vật từ trại chăn nuôi gốc đã được xuất khẩu đến Hoa Kỳ, nơi chuột hamster Syria trở thành một loại thú cưng phổ biến và cũng được sử dụng trong nghiên cứu thí nghiệm. Các nghiên cứu so sánh giữa chuột hamster Syria nuôi trong nhà và chuột hamster Syria hoang dã đã chỉ ra sự giảm đa dạng di truyền trong dòng chuột nuôi. Tuy nhiên, sự khác biệt về hành vi, chu kỳ sinh học, hình dạng, các chỉ số máu và sinh hóa là rất nhỏ và nằm trong khoảng biến động thông thường của các loài động vật thí nghiệm khác.

## Đặc điểm

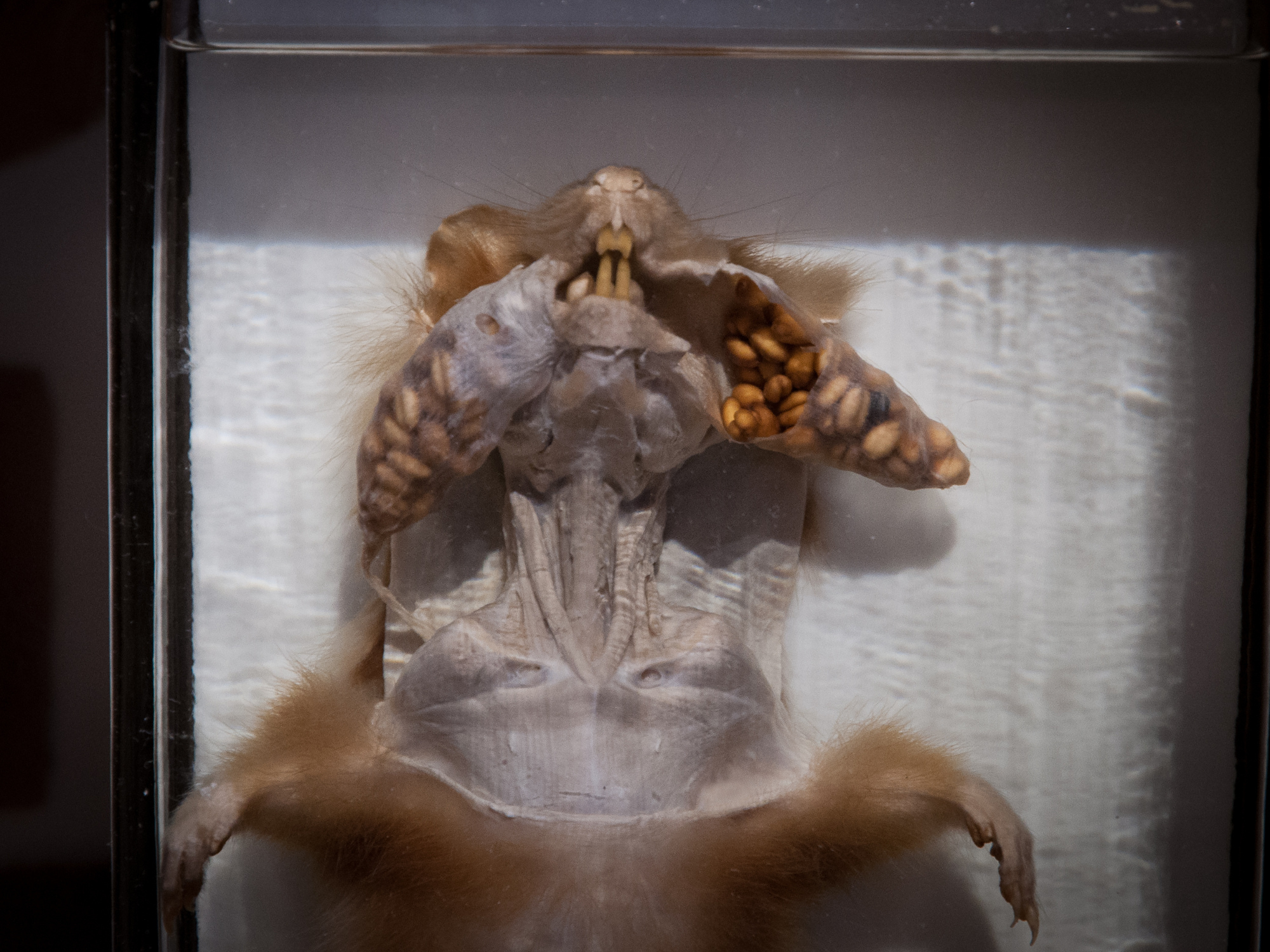
Túi má hamster được thí nghiệm trên hamster tại châu Âu

### Mô tả
Chuột Hamster không phải thuộc loài họ chuột thông thường (họ Chuột) như chuột cống, chuột nhắt, chuột đồng... mang nhiều mầm bệnh. Mà chúng thuộc họ Cricetidae, sinh sống ngoài tự nhiên, thường đào hang và có hai túi má để dự trữ thức ăn. Mắt chúng thuộc loại cận thị hoặc bị mù màu. Chúng thường sống ở hoang mạc, bán hoang mạc, hoặc nơi có khí hậu ôn đới, không phải loài chuột đồng thường phá hoại mùa màng. Chuột hamster là loài động vật có vú (8-10 vú): hai-bốn cái đầu ở 2 chân trước, hai cái ở giữa, hai cái dưới giữa cách 0,3mm, hai cái ở đối diện nhau (chính giữa là hậu môn). Chúng có thể sống ở bãi đất khô cằn, sống được trong điều kiện nóng và tương đối ẩm và đào hang sâu hơn 3 mét. Là động vật 4 chân có tổng số ngón là 18 ngón (2 chân trước là 8, 2 chân sau 10 ngón) biết đồng loài bằng cách ngửi mùi để xác định vị trí thức ăn và có tính chia lãnh thổ cao, nhất là Syria Hamster. Chúng có thể nhạy cảm với các âm thanh to ồn và giao tiếp siêu âm tầm xa.
Chuột hamster có kích thước nhỏ; bộ lông mềm bao phủ khắp cơ thể. Chúng có nhiều loại và nhiều màu lông khác nhau (đen, xám, vàng, trắng, trắng tuyền, vàng kim...). Chuột Hamster có đuôi nhưng cực kì ngắn (khoảng 1 cm) và có 1 lớp lông mỏng bao phủ dường như chẳng để làm gì cả. Răng của chuột Hamster dài, có hai răng cửa to lớn (là bộ phận chủ yếu để ăn). Bởi thế chúng phải cần gặm nhấm các đồ vật bằng sắt, nhôm, gỗ để mài răng bớt đi. Nếu chúng không mài, răng cửa sẽ chạm nướu sẽ gây chảy máu, đụng xương hàm chúng có thể sẽ chết. Chúng là thường hoạt động về đêm (hoạt động mạnh 7 giờ tối đến 2 giờ sáng hôm sau). Một ngày của chúng cần ngủ tối thiểu ít nhất 14 giờ/ngày. Chúng có thể bị căng thẳng, rối loạn thần kinh vào các thời điểm buổi sáng nếu làm phiền chúng khi đang ngủ. Chuột Hamster có thể sống trung bình 2 năm nếu điều kiện sống đầy đủ.

### Thức ăn
Hamster là một loài động vật ăn tạp. Chúng có thể ăn các loại hạt, rau quả (ít), các loại bánh, vị không phải là mặn, chua, cay, đắng, ngọt. Tại Trung Đông chúng là động vật săn theo đàn đánh bắt côn trùng. Chúng còn là chất gây men ruột sau và có thể ăn phân của nó để phục hồi dinh dưỡng, tuy nhiên không được hấp thu.

### Các giác quan
Chuột hamster có thị lực không tốt, chúng chỉ nhìn được gần và không phân biệt màu sắc. Tuy nhiên, điều này không ngăn chúng khỏi việc leo lên (và đôi khi leo ra khỏi) chuồng hoặc khám phá môi trường xung quanh. Chuột hamster có khả năng cảm nhận sự di chuyển xung quanh, giúp chúng bảo vệ mình khỏi nguy hiểm trong tự nhiên. Ở trong gia đình, khả năng này giúp chúng nhận biết khi chủ nhân đang gần gũi. Chuột hamster sử dụng các giác quan để tương tác với thế giới xung quanh. Chúng có tuyến mùi trên hai bên cơ thể và chà xát chúng lên bề mặt để để lại một mùi đặc trưng. Nhờ giác quan mùi, chuột hamster có thể phân biệt giới tính và tìm thấy thức ăn. Các tuyến mùi này cũng được sử dụng để đánh dấu lãnh thổ và nhận biết con của chúng. Chuột hamster nghe được âm thanh khi đưa tai thẳng đứng. Chúng nhận biết các âm thanh quen thuộc như tiếng thức ăn và giọng nói của chủ. Chúng cũng rất nhạy cảm với âm thanh có tần số cao và có thể nghe và truyền thông trong phạm vi siêu âm.

### Chế độ ăn uống
Chuột hamster là động vật ăn tạp, có nghĩa là chúng có thể ăn cả thịt và rau. Chuột hamster sống trong tự nhiên ăn hạt, cỏ và thậm chí côn trùng. Mặc dù chuột hamster nuôi trong nhà có thể sống sót chỉ với thức ăn chuyên dụng dành riêng cho chuột hamster, nhưng cần cung cấp thêm các loại thực phẩm khác như rau, trái cây, hạt và hạch. Mặc dù thức ăn mua từ cửa hàng tốt cho chuột hamster, tốt nhất nên bổ sung thêm trái cây và rau trong chế độ ăn của chúng để giữ cho chúng khỏe mạnh hơn. Mặc dù chuột hamster được phép ăn cả trái cây và rau, điều quan trọng là hiểu rõ đồng nghĩa với những loại trái cây và rau mà chúng có thể ăn và số lượng như thế nào. Chuột hamster thích ăn các loại trái cây không có vị chanh và hầu hết các loại rau lá xanh. Chuột hamster không nên ăn đồ ăn vặt, socola, tỏi hoặc bất kỳ loại thực phẩm mặn/ngọt nào. Chuột hamster thường rất thích bơ đậu phộng, nhưng cần phải cho chúng ăn cẩn thận vì thức ăn nhầy này có thể bị kẹt trong má hâm của chúng. Ở Trung Đông, chuột hamster đã được biết đến với việc săn mồi theo đàn để tìm kiếm côn trùng làm thức ăn. Chuột hamster là những sinh vật phân giải sau ruột và thường ăn phân của chính mình (coprophagy) để hấp thụ lại các chất dinh dưỡng đã được tiêu hóa trong ruột sau, nhưng không được hấp thụ.

## Hành vi
Một đặc điểm hành vi của Hamster là tích trữ thực phẩm. Chúng mang theo thức ăn trong túi má rộng rãi của chúng vào hang lưu trữ dưới lòng đất của chúng. Khi đầy, má có thể làm cho đầu của nó tăng gấp đôi hoặc thậm chí gấp ba lần kích thước.

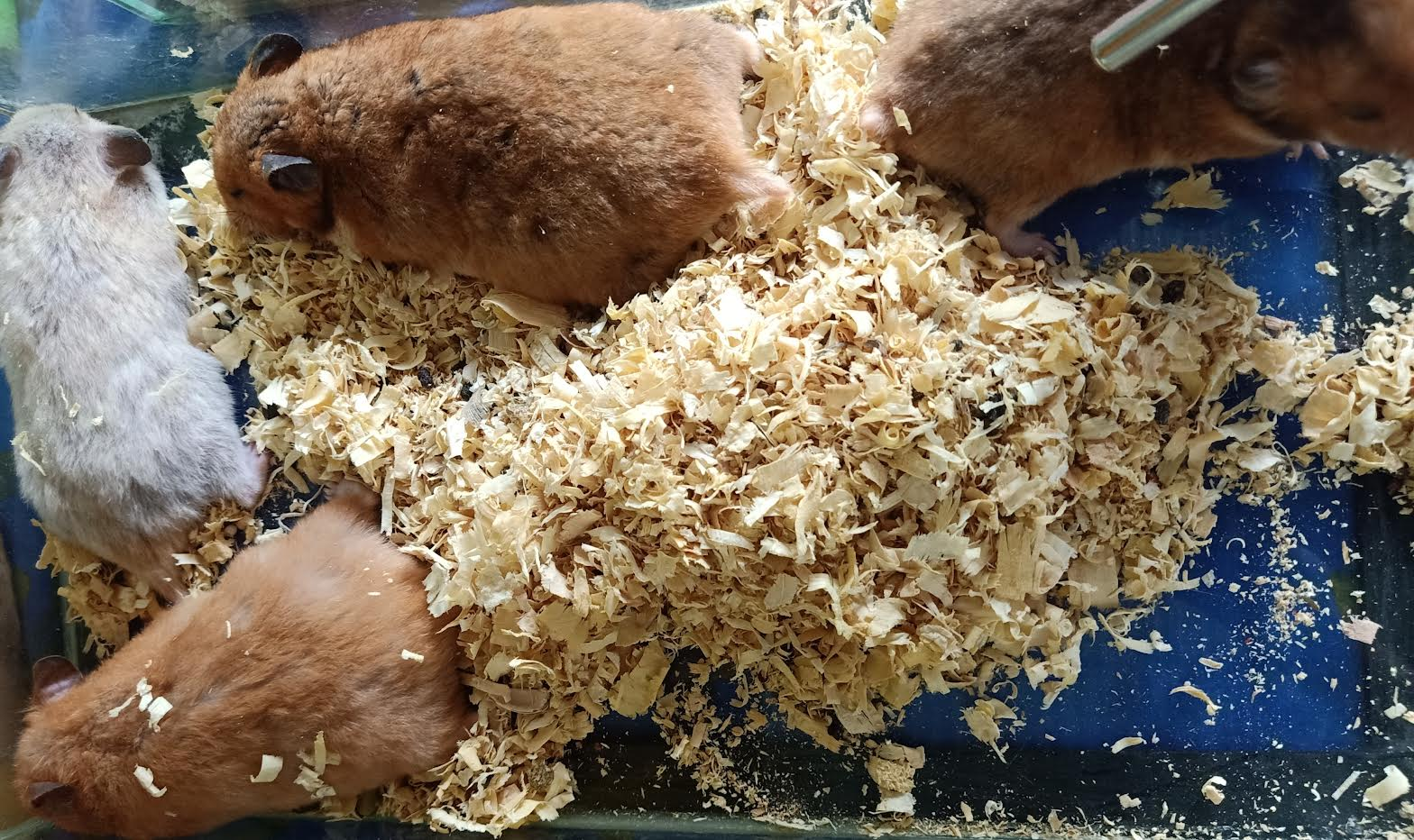
Những con Hamster Bear ngủ ngày

Và đặc điểm khác của các loài Hamster đặc biệt là giống Hamster Bear chúng sẽ ngủ nhiều vào ban ngày và có thể ngủ liên tục đến 8-12 giờ và không thích bị chủ nhân đánh thức nên điều này thường xuyên khiến cho các chủ nuôi lo lắng, dù vậy Hamster sẽ thường xuyên thức dậy để tìm thức ăn bao gồm cả ngày và đêm. Những con chuột Hamster thực tế sẽ hoạt động hoạt bát về đêm vì đây cũng là một tập tính của các dòng Hamster. Một số loài Hamster có lối sống cộng đồng, trong khi một số khác lại có tập tính bảo vệ lãnh thổ và không thích sống chung với những con Hamster khác, điều này thường thấy ở Hamster Bear một số Hamster khó tính sẽ tấn công các vật nuôi lạ khác bao gồm cả cùng và khác giống bất cứ khi nào để bảo vệ lãnh thổ, nhưng ngược lại nếu một con Hamster Bear dễ tính sẽ sống rất hòa đồng với bạn bè xung quanh đôi khi chúng còn ôm hay chồng lên nhau để ngủ và phần lớn các dòng Hamster rất hiền lành và thân thiện đối với con người.

### Xã hội

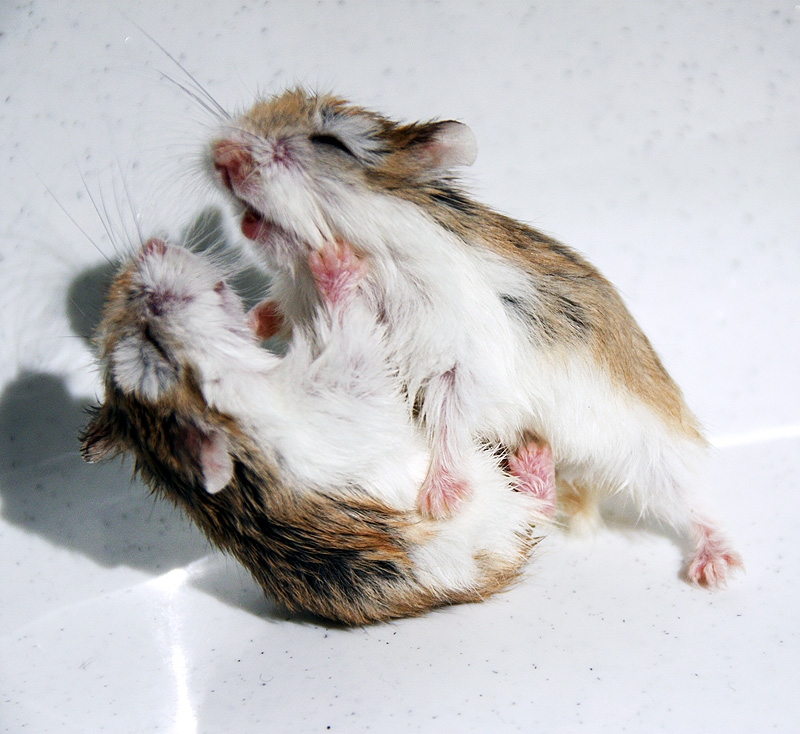
Hamster cắn nhau khi tiếp xúc

Hầu hết tất cả hamster là đều sống đơn độc. Nếu đặt lại với nhau, cấp tính và mãn tính căng thẳng có thể xảy ra và nó có thể chiến đấu quyết liệt, đôi khi gây tử vong đối phương.

### Chế độ ăn uống
Một đặc điểm hành vi của chuột hamster là việc tích trữ thức ăn. Chúng mang thức ăn trong túi má rộng lớn của mình đến các buồng chứa dưới lòng đất. Khi túi má đầy, đầu của chúng có thể tăng gấp đôi, thậm chí gấp ba kích thước ban đầu. Chuột hamster giảm cân trong những tháng mùa thu để chuẩn bị cho mùa đông. Điều này xảy ra ngay cả khi chuột hamster được nuôi làm thú cưng và liên quan đến việc tăng cường hoạt động thể lực.

### Thời gian hoạt động
Chuột hamster có thể được mô tả là động vật hoạt động vào ban đêm (nocturnal) hoặc vào buổi hoàng hôn (crepuscular). Khunen viết: "Chuột hamster là các loài gặm nhấm hoạt động vào ban đêm...", nhưng những người khác đã viết rằng vì chuột hamster sống dưới lòng đất suốt hầu hết ngày, chỉ rời tổ khoảng một giờ trước khi hoàng hôn và sau đó trở lại khi trời tối, hành vi của chúng chủ yếu là hoạt động vào buổi hoàng hôn. Fritzsche đã cho biết rằng mặc dù một số loài đã được quan sát có hoạt động ban đêm hơn các loài khác, chúng đều chủ yếu là hoạt động vào buổi hoàng hôn.
Trong tự nhiên, chuột hamster Syria có thể vào thời kỳ ngủ đông và cho phép nhiệt độ cơ thể giảm gần với nhiệt độ môi trường. Loại tự điều chỉnh nhiệt độ như này giảm tới khoảng 5% tỷ lệ trao đổi chất và giúp động vật giảm đáng kể nhu cầu thức ăn trong mùa đông. Quá trình ngủ đông có thể kéo dài lên đến một tuần nhưng thường chỉ kéo dài từ 2-3 ngày. Khi nuôi làm thú cưng trong nhà, chuột hamster Syria không ngủ đông.

### Đào hang
Tất cả hamster là loài đào hang tuyệt vời, xây dựng hang hốc với một hoặc nhiều lối vào, với các phòng triển lãm kết nối với buồng cho làm tổ, bảo quản thực phẩm, và các hoạt động khác. Bọn chúng sử dụng chân trước và chân sau, cũng như mõm và hàm răng, cho đào. Trong tự nhiên, các bộ đệm hang nhiệt độ môi trường khắc nghiệt, cung cấp các điều kiện khí hậu tương đối ổn định, và bảo vệ chống lại kẻ thù. Syria Hamster đào hang của chúng thường ở độ sâu 0,7 m. Một cái hang bao gồm một ống dốc trèo lên trèo xuống (4 – 5 cm), làm tổ và một buồng găm và một chi nhánh mù kết thúc cho đi tiểu. Hamster trong phòng thí nghiệm đã không mất đi khả năng của nó để đào hang. Trong thực tế, chúng sẽ làm điều này một cách mạnh mẽ và kỹ năng nếu họ được cung cấp với các chất nền thích hợp.

## Phân loại

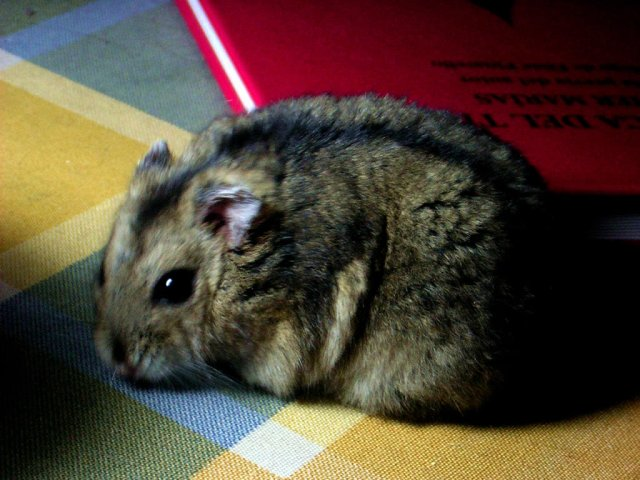
P. sungorus. Chuột hamster lông trắng mùa đông

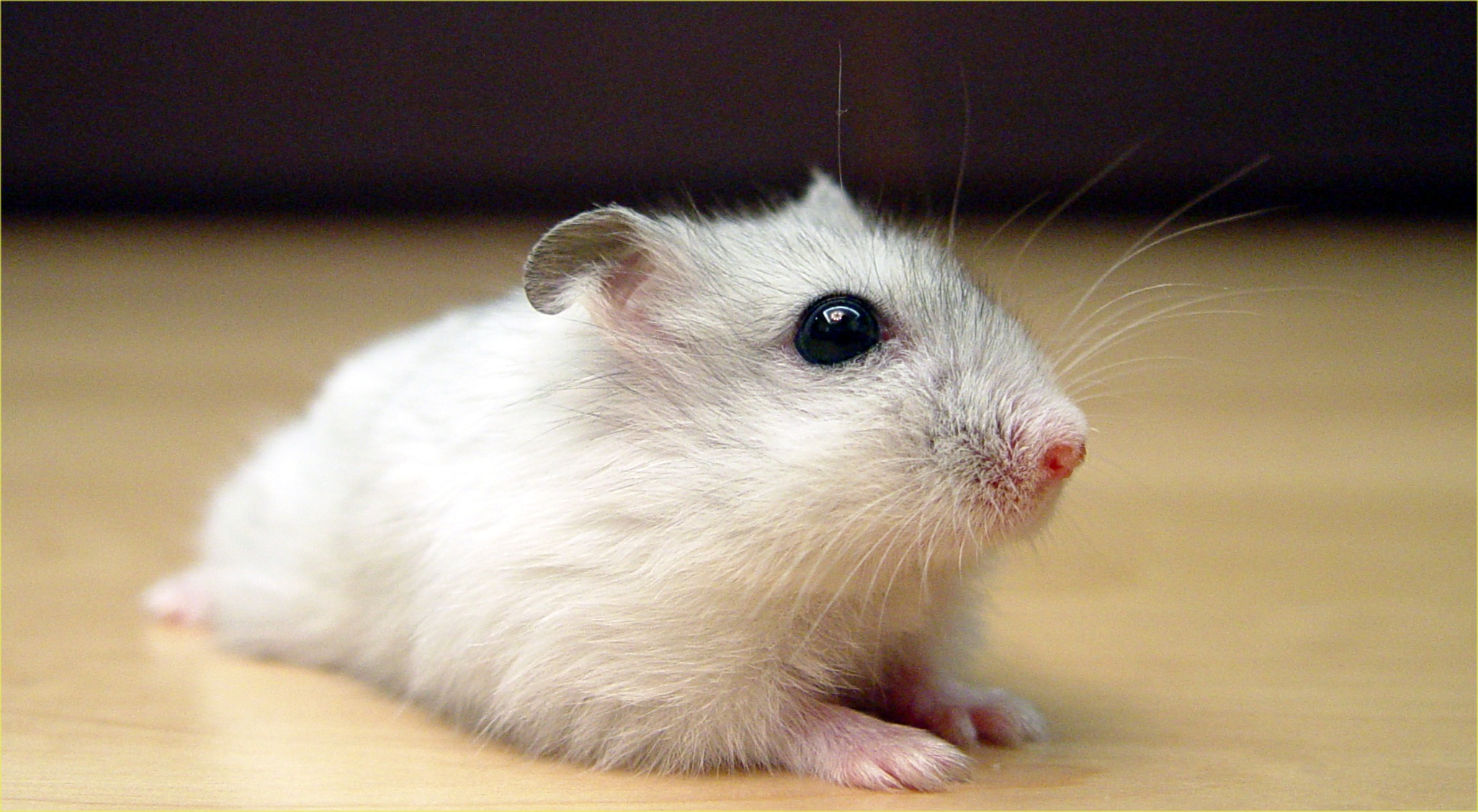
Chuột hamster lông trắng mùa đông

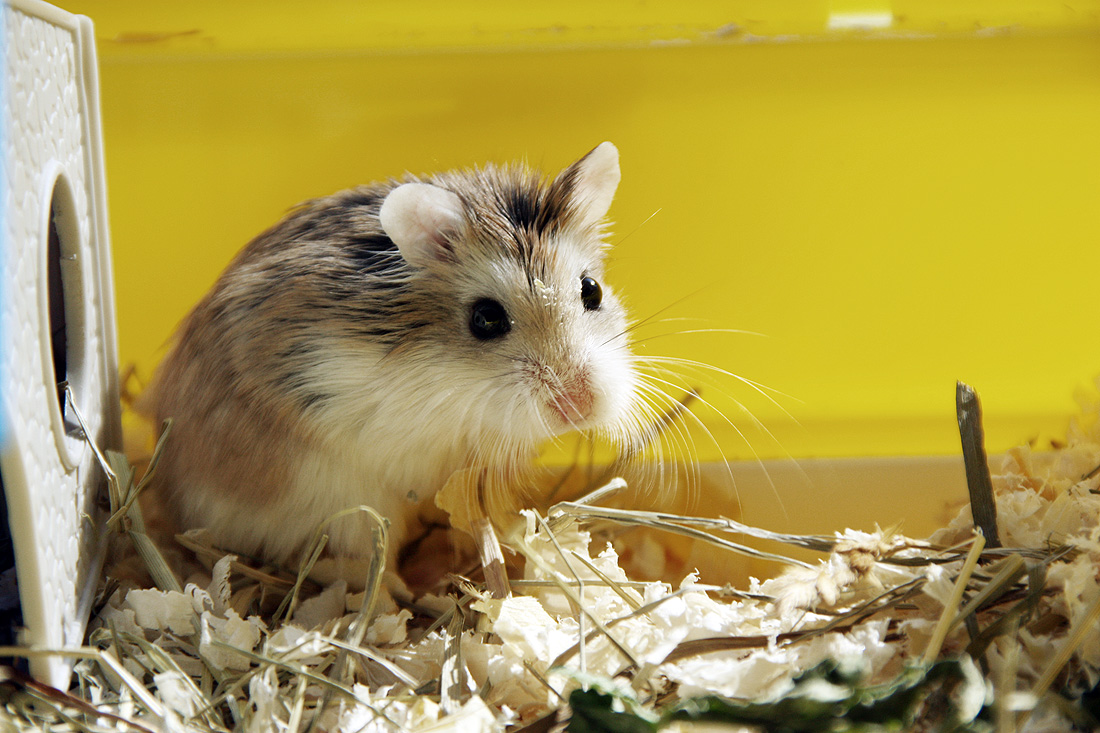
P. roborovski. Chuột hamster Roborovski

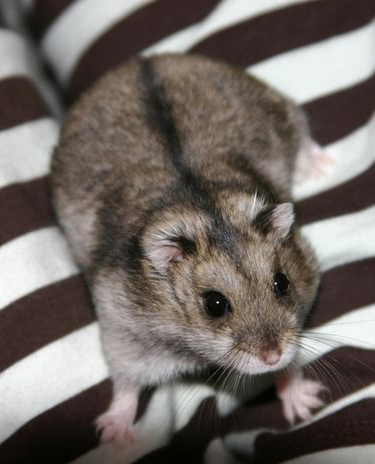
P. campbelli. Chuột hamster Campbell

Các nhà phân loại học thường không đồng ý về vị trí phù hợp nhất của phân họ Cricetinae trong siêu họ Muroidea. Một số đặt nó vào trong họ Cricetidae cùng với chuột đồng cỏ, chuột rừng, và chuột và chuột châu Mỹ; nhưng những người khác lại nhóm tất cả chúng vào trong một họ lớn gọi là Muridae. Lịch sử tiến hóa của chúng được ghi lại bởi 15 chi hóa thạch đã tuyệt chủng và kéo dài từ 11,2 triệu đến 16,4 triệu năm trước, từ kỷ Miocene trung gian ở châu Âu và Bắc Phi; ở châu Á, nó kéo dài từ 6 triệu đến 11 triệu năm. Bốn trong số bảy chi hiện còn sống bao gồm các loài đã tuyệt chủng. Một chi chuột hamster đã tuyệt chủng của Cricetus, ví dụ, đã sống ở Bắc Phi trong kỷ Miocene trung gian, nhưng chỉ có một loài hiện còn sinh tồn trong chi đó là chuột hamster châu Âu hoặc chuột hamster phổ thông của châu Âu và châu Á.
- Phân họ Cricetinae
  - chi allocricetulus
  - Loài A. curtatus - Mongolian Hamster.
  - Loài A. eversmanni - Kazakhstan hoặc Eversmann Hamster.
  - chi Cansumys
  - Loài C. canus - Gansu Hamster.
  - chi cricetulus
  - Loài C. alticola - Tibetan dwarf hoặc Ladak hamster.
  - Loài C. barabensis - bao gồm cả C. pseudogriseus và C. obscurus - Chinese striped hamster, cũng gọi là Chinese Hamster; Striped dwarf hamster.
  - Loài C. griseus — Chinese (dwarf) hamster, còn được gọi là hamster.
  - Loài C. kamensis — Kam dwarf hamster hoặc Tibetan hamster.
  - Loài C. longicaudatus — Đuôi chuột ngắn dwarf hamster.
  - Loài C. migratorius — Dwarf hamster xám, Armenian hamster, migratory hamster xám; Hamster xám; migratory hamster.
  - Loài C. sokolovi - Sokolov's dwarf hamster.
  - chi Cricetus
  - Loài C. cricetus - European hamster, cũng được gọi là chuột hamster chung hoặc lĩnh vực đen bụng Hamster.
  - Chi mesocricetus - Golden Hamster
  - Loài M. auratus - Golden hoặc Syrian hamster.
  - Loài M. brandti — Turkish hamster,, cũng gọi là Brandt's hamster; Hamster Azerbaijan.
  - Loài M. newtoni — Romanian hamster.
  - Loài M. raddei — Ciscaucasian hamster.
  - Chi Phodopus — Dwarf hamsters
  - Loài P. campbelli — Campbell's dwarf hamster.
  - Loài P. roborovskii — Roborovski hamster
  - Loài P. sungorus — Djungarian hamster hay Winter-white Russian Dwarf hamster.
  - chi Tscherskia
  - Loài T. Triton — Greater hamster đuôi dài, hay gọi là Korean hamster[23].

### Mối quan hệ giữa các loài chuột hamster

Các nhóm chuột hamster

Neumann et al. (2006) đã tiến hành một nghiên cứu phân tích phát sinh phân tử của 12 trong số 17 loài chuột hamster bằng cách sử dụng dữ liệu chuỗi DNA từ ba gene: 12S rRNA, cytochrome b, và von Willebrand factor. Họ đã phát hiện ra các mối quan hệ sau:
Nhóm Phodopus
Chi Phodopus được xác định là sự chia tách sớm nhất trong các loài chuột hamster. Nghiên cứu của họ bao gồm cả hai loài trong chi này. Kết quả của một nghiên cứu khác cho thấy Cricetulus kamensis (và có thể là loài liên quan C. alticola) có thể thuộc vào nhóm Phodopus này hoặc có vị trí cơ bản tương tự.
Nhóm Mesocricetus
Chi Mesocricetus cũng tạo thành một nhóm phân loại. Nghiên cứu của họ bao gồm cả bốn loài, trong đó M. auratus và M. raddei tạo thành một nhánh con và M. brandti và M. newtoni tạo thành nhánh khác.
Các chi còn lại
Các chi chuột hamster còn lại tạo thành một nhóm phân loại lớn thứ ba. Hai trong số ba loài trong chi Cricetulus đại diện cho sự chia tách sớm nhất. Nhóm này bao gồm C. barabensis (và có thể là loài liên quan C. sokolovi) và C. longicaudatus.
Các chi khác
Nhóm phân loại còn lại bao gồm các thành viên của Allocricetulus, Tscherskia, Cricetus, và C. migratorius. Allocricetulus và Cricetus là họ hàng chị em. Cricetulus migratorius là người thân gần nhất, và Tscherskia là vị trí cơ bản.

## Các loại chuột hams

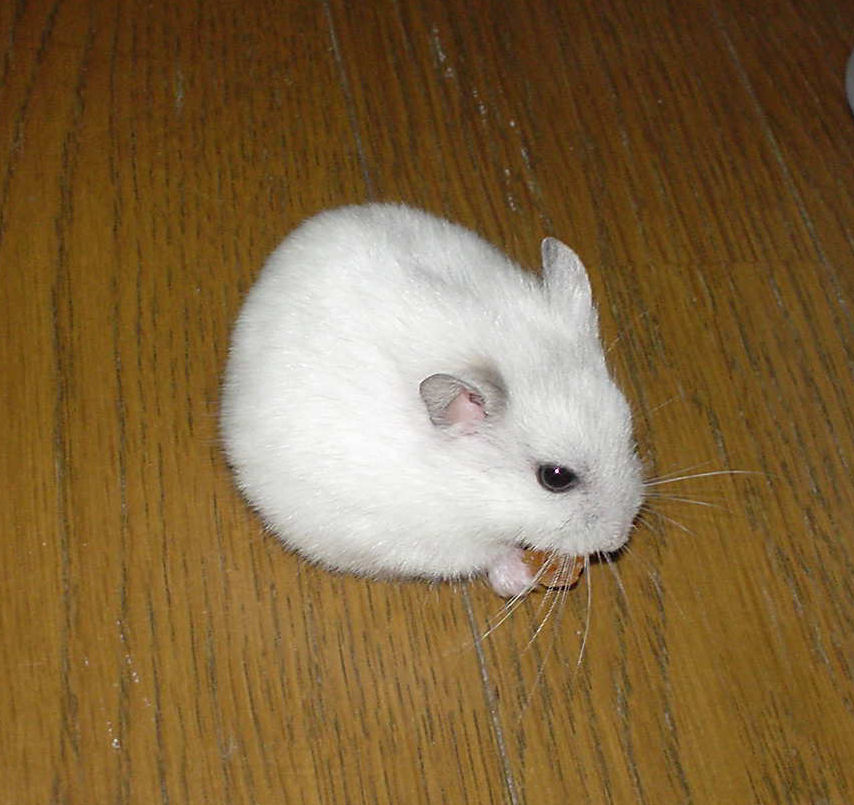
Một winter white hamster màu pearl

Trên thị trường hiện bán các loại chuột hams chủ yếu để làm vật nuôi:
- Phodopus sungorus: mắt đen, thuần chủng có các màu lông agouti (tiếng Việt gọi là màu sóc), sapphire (xám nâu), pearl (trắng sọc đen). Bản tính thường hiền lành, dạn người. Có thể lai với Campbell's Dwarf Hamster.
- Phodopus campbelli: mắt đỏ hoặc đen, có các màu lông albino (bạch tạng - lông trắng mắt đỏ), agouti, argente (màu trà sữa), opal (lông xanh xám, bụng trắng, mắt đen), đen, mottled (lông lốm đốm giống bò sữa), platinum (trắng, mắt đen)... thường dữ hơn Winter-white.
- Phodopus roborovskii: kích thước nhỏ nhất, mắt đen, thường có màu lông nâu, mặt nâu hoặc trắng, đôi khi cũng có màu bạch kim (trắng toàn thân).
- Golden hoặc Mesocricetus auratus: tiếng Việt thường gọi là Hamster bear, kích thước lớn nhất, có rất nhiều màu lông khác nhau.
- Hamster đuôi dài là loại hamster màu đen có đuôi dài, hay còn gọi là Mus musculus

## Nhân vật truyền hình
Hamster tên là Rhino trong các bộ phim hoạt hình năm 2008 và spin-off 2009 tại phim ngắn Super Rhino.
Trong Tales of the Riverbank, thuật lại bởi Johnny Morris, nhân vật chính là Hammy Hamster.

## Xã hội và văn hóa

### Chuột hamster làm thú cưng

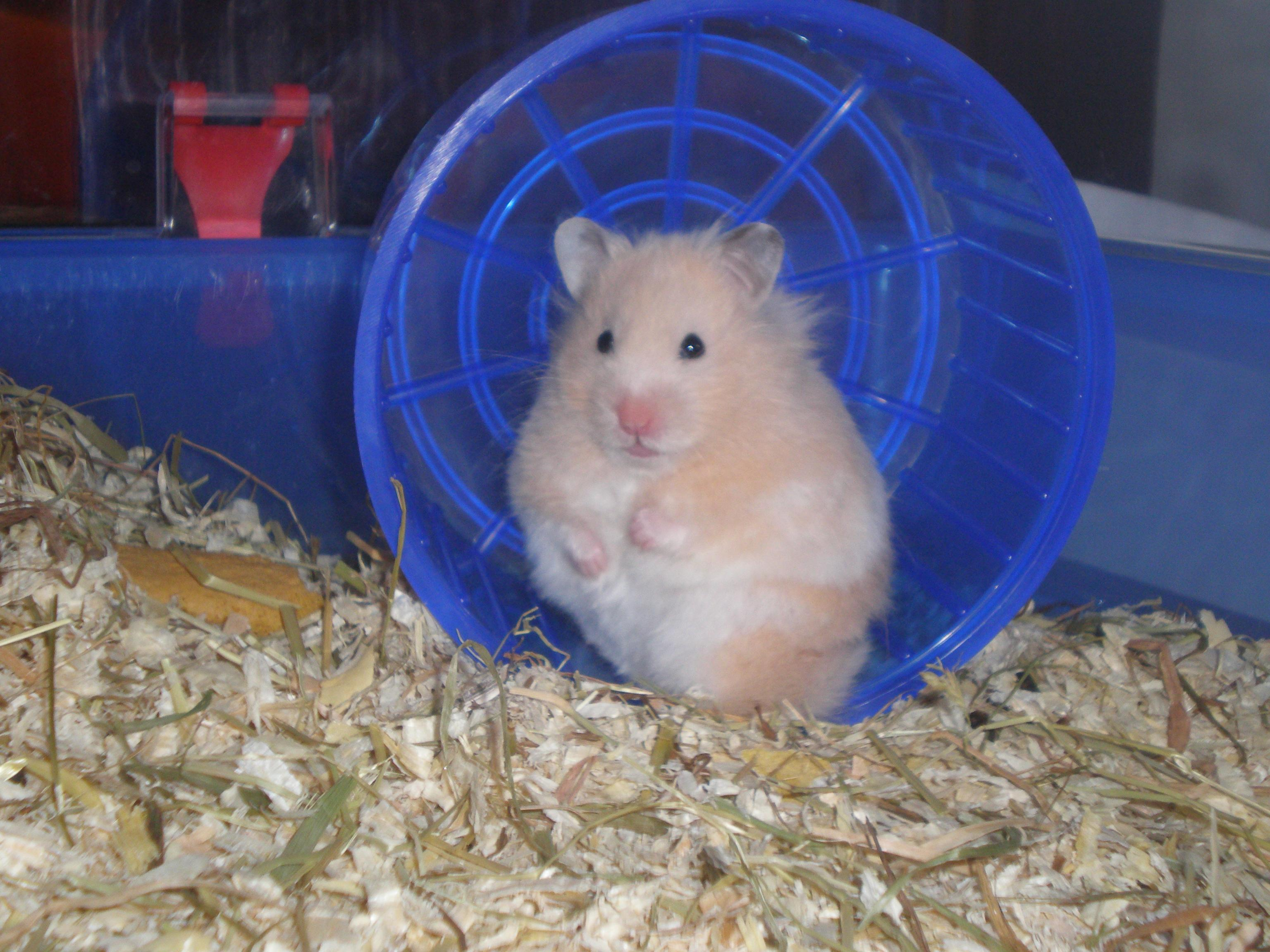
Chuột hamster Syri (Mesocricetus auratus) đứng trong bánh chạy

Loài chuột hamster nổi tiếng nhất trong số các loài hamster là chuột hamster vàng hay chuột Syri (Mesocricetus auratus), và chúng thường được nuôi làm thú cưng. Có nhiều biến thể của chuột hamster Syri, bao gồm các biến thể có lông dài và các màu sắc khác nhau. Theo một nhà động vật học người Anh tên là Leonard Goodwin, hầu hết những con chuột hamster được nuôi ở Vương quốc Anh hiện nay là con cháu của một đàn chuột ông đã giới thiệu vào thời kỳ nghiên cứu y học trong Thế chiến thứ hai. Tại Hoa Kỳ, chuột hamster đã được thuần hóa và nuôi làm thú cưng ít nhất từ năm 1942.
Ngoài chuột hamster Syri, còn có ba loài chuột lùn thuộc chi Phodopus thường được nuôi làm thú cưng. Chuột lùn Campbell (Phodopus campbelli) là loài phổ biến nhất, thường được gọi là "chuột lùn Nga". Trong khi đó, lông của chuột lùn mùa đông (Phodopus sungorus) thay đổi màu sắc gần như trắng vào mùa đông. Ngoài ra, chuột lùn Roborovski (Phodopus roborovskii) rất nhỏ và nhanh, khó nuôi làm thú cưng.

### Cuộc thi chuột hamster
Cuộc thi chuột hamster là một sự kiện mà người ta tụ tập chuột hamster để so sánh và đánh giá chúng. Cuộc thi chuột hamster cũng là nơi mà người hâm mộ chuột hamster có thể chia sẻ niềm đam mê của mình. Trong cuộc thi, các chuột hamster được trưng bày để được đánh giá.
Việc đánh giá chuột hamster thường nhằm khuyến khích những con chuột tương thích với các loài chuột hamster tự nhiên hoặc các chuẩn mực đã được thiết lập trước đó. Bằng cách trao giải cho những con chuột phù hợp với các tiêu chuẩn chuột hamster, cuộc thi chuột hamster khích lệ việc nuôi dưỡng chuột hamster có kế hoạch và cẩn thận.

### Hoạt động của chủ nuôi
Khi trường hợp đầu tiên về truyền nhiễm từ SARS-CoV-2 từ động vật sang con người tại Hồng Kông xảy ra thông qua chuột hamster cưng nhập khẩu, các nhà nghiên cứu gặp khó khăn trong việc xác định một số biến thể của vi rút trong dữ liệu gen toàn cầu, dẫn đến chính quyền thành phố quyết định tiêu diệt hàng loạt tất cả những con chuột hamster được mua sau ngày 22 tháng 12 năm 2021, ảnh hưởng khoảng 2.000 con. Sau khi chính phủ 'mạnh mẽ khuyến khích' người dân giao nộp thú cưng của mình, khoảng 3.000 người tham gia các hoạt động ngầm để khuyến khích nhận nuôi những con chuột hamster bị bỏ rơi trên khắp thành phố và duy trì việc sở hữu thú cưng bằng cách giả mạo biên lai mua tại cửa hàng. Một số nhà hoạt động đã cố gắng ngăn chặn những người chủ đang trên đường giao nộp chuột hamster cưng và khuyến khích họ chọn nuôi nhận thay vì việc giao nộp, điều mà chính phủ sau đó đã cảnh báo sẽ bị xử lý bởi cảnh sát.

### Chuột hamster trong nghiên cứu thí nghiệm
Các nhà nghiên cứu sử dụng chuột hamster trong nghiên cứu thí nghiệm để tìm hiểu về quá trình tổng hợp cholesterol. Cụ thể, các tế bào được chiết xuất từ thận trẻ em và buồng trứng người trưởng thành được sử dụng cho mục đích này.

## Các loài động vật tương tự
Một số loài gặm nhấm tương tự có tên gọi là "chuột hamster" nhưng không được phân loại trong phân họ chuột hamster Cricetinae. Các loài này bao gồm chuột hamster mào, hay còn gọi là chuột mào, thực chất là chuột rừng bịnh cụt (Lophiomys imhausi). Các loài khác bao gồm chuột hamster giống chuột (Calomyscus spp.), và chuột đuôi trắng (Mystromys albicaudatus).